# Хапай, Арамбий Юсуфович
Арамбий Юсуфович Хапай (1953 год) — советский самбист и дзюдоист, чемпион СССР, Европы и мира по самбо, победитель Спартакиад народов СССР по самбо, призёр чемпионата СССР по дзюдо, обладатель Кубка СССР по дзюдо, Заслуженный мастер спорта СССР, Заслуженный тренер СССР, Заслуженный тренер России, чемпион мира по самбо среди ветеранов.

## Биография
После школы Хапай окончил автодорожный техникум, а затем — Адыгейский педагогический институт.
В 1983 году ушёл из большого спорта и переключился на тренерскую, общественную и политическую деятельность. Тренер по самбо республиканской школы олимпийского резерва. Создал и возглавил Федерацию самбо Адыгеи. Является председателем тренерского совета Федерации самбо республики.
Активный участник адыгейского национального движения «Адыгэ Хасэ». Неоднократно выдвигался кандидатом в руководители движения, но каждый раз снимал свою кандидатуру. 24 июня 2008 года был избран председателем движения. 13 марта 2012 года заявил о сложении полномочий председателя организации в связи с несогласием с политикой главы Адыгеи Аслана Тхакушинова, при котором, по словам Хапая, «невозможно решить ни одну адыгскую проблему».

## Спортивные результаты
- Чемпионат СССР по самбо 1974 — ;
- Борьба самбо на летней Спартакиаде народов СССР 1975 — ;
- Чемпионат СССР по самбо 1978 — ;
- Борьба самбо на летней Спартакиаде народов СССР 1979 — ;
- Чемпионат СССР по самбо 1981 — ;
- Чемпионат СССР по дзюдо 1982 — ;

## Известные воспитанники
- Агамирян, Абрам Маисович (1969) — чемпион и призёр чемпионатов России и мира, чемпион Европы, Заслуженный мастер спорта России;
- Хасанов, Мурат Русланович (1970) — самый титулованный самбист в мире, 19-кратный чемпион России, 7-кратный чемпион Европы, 11-кратный чемпион мира по самбо, 8-кратный обладатель Кубка мира, Заслуженный мастер спорта России;
- Хамзатханов, Хамид Тагирович (1989) — призёр чемпионата России по боевому самбо, боец смешанных единоборств, мастер спорта России.

## Семья
Брат Хамид Хапай (1960—2017) — самбист, чемпион и призёр чемпионатов СССР, чемпион Европы, призёр чемпионата мира, мастер спорта СССР международного класса, Заслуженный тренер России, судья международной категории.